# Justinas Kinderis
Justinas Kinderis (ur. 24 maja 1987 w Poniewieżu) – litewski pięcioboista nowoczesny, dwukrotny mistrz świata i dwukrotny mistrz Europy.

## Kariera
Życiowy sukces odniósł w 2013 roku w tajwańskim Kaohsiung, zdobywając indywidualne mistrzostwo świata.
Zdobywca 8. miejsca na igrzyskach olimpijskich w Londynie w 2012 r.